# Pinatsjevo
Pinatsjevo (Russisch: Пиначево) is een plaats (selo) in het gemeentelijke district Jelizovski van de Russische kraj Kamtsjatka. De plaats ligt ten noordoosten van de plaats Razdolny, op 23 kilometer ten noorden van Jelizovo. In de plaats wonen 27 mensen (2007).
De plaats werd gesticht in 1946 en is vernoemd naar de rivier Pinatsjevskaja, Pinatsjevo of Pinatsjevka (zijrivier van de Avatsja).
Ten noordoosten van de plaats ligt het Natuurpark Nalytsjevo, waarheen een onverharde weg loopt vanuit Pinatsjevo.
Bestuurlijk centrum: Jelizovo

Bereznjaki · Dalni · Dvoeretsje · Ganaly · Joezjnye Korjaki · Ketkino · Korjaki · Krasny · Kroetoberegovy · Lesnoj · Malka · Nagorny · Natsjiki · Nikolajevka · Novy · Paratoenka · Pinatsjevo · Pionerski · Razdolny · Severnye Korjaki · Sokotsj · Sosnovka · Svetly · Termalny · Voelkanny · Zeleny